# Silpo (Supermarkt)
Silpo (ukrainisch Сільпо́) ist eine ukrainische Einzelhandelskette von Lebensmittelsupermärkten, die 1998 gegründet wurde. Sie bietet auch Lieferung nach Hause oder Selbstabholung an. Sie gehört zur Handelsgesellschaft Fozzy Group.
Das Netzwerk ist in 62 Städten der Ukraine präsent (2019). Ende 2021 hat die Kette 333 Supermärkte.

## Geschichte
Im März 1998 wurde das erste Geschäft in Kiew eröffnet. 2002 waren es bereits 22 Supermärkte (Kiew, Lwiw, Odessa, Dnipro, Saporischschja).
Im Jahr 2003 gab es 40 Filialen (18 in Kiew, 8 in Dnipro, 7 in Odessa, 2 in Saporischschja und je eine in Chmelnyzkyj, Riwne, Mykolajiw, Czernowitz und Tscherkassy) und 2005 schon 81 Supermärkte. Ende 2008 hatte das 150. Geschäft der Kette in Enerhodar, Oblast Saporischschja, den Betrieb aufgenommen. Am 22. Dezember 2011 wurde zum ersten Mal in Jalta (Krim) die Supermarktkette Silpo eröffnet. Am 9. November 2012 wurde der 235. Silpo in Iwano-Frankiwsk eröffnet.

## Auszeichnungen und „Le-Silpo“
Im Jahr 2016 belegte das Unternehmen laut der Website forbes.net.ua den 11. Platz in der Bewertung der innovativsten Unternehmen der Ukraine.
Silpo ist einer der wenigen großen Lebensmitteleinzelhändler weltweit, der für jedes Geschäft ein individuelles Themendesign kreiert. In den Jahren 2017, 2018, 2019, 2020, 2021 wurden Supermärkte in die Liste der innovativsten Geschäfte in Europa, Europe’s Finest Store, aufgenommen, die vom European Supermarket Magazine (ESM) veröffentlicht wird.
Im Jahr 2012 eröffnete die Silpo-Kette den ersten Le-Silpo-Feinkostmarkt in Charkiw. Seit Ende 2021 verfügt das Netzwerk über vier Le-Silpo-Feinkostmärkte.

## Galerie

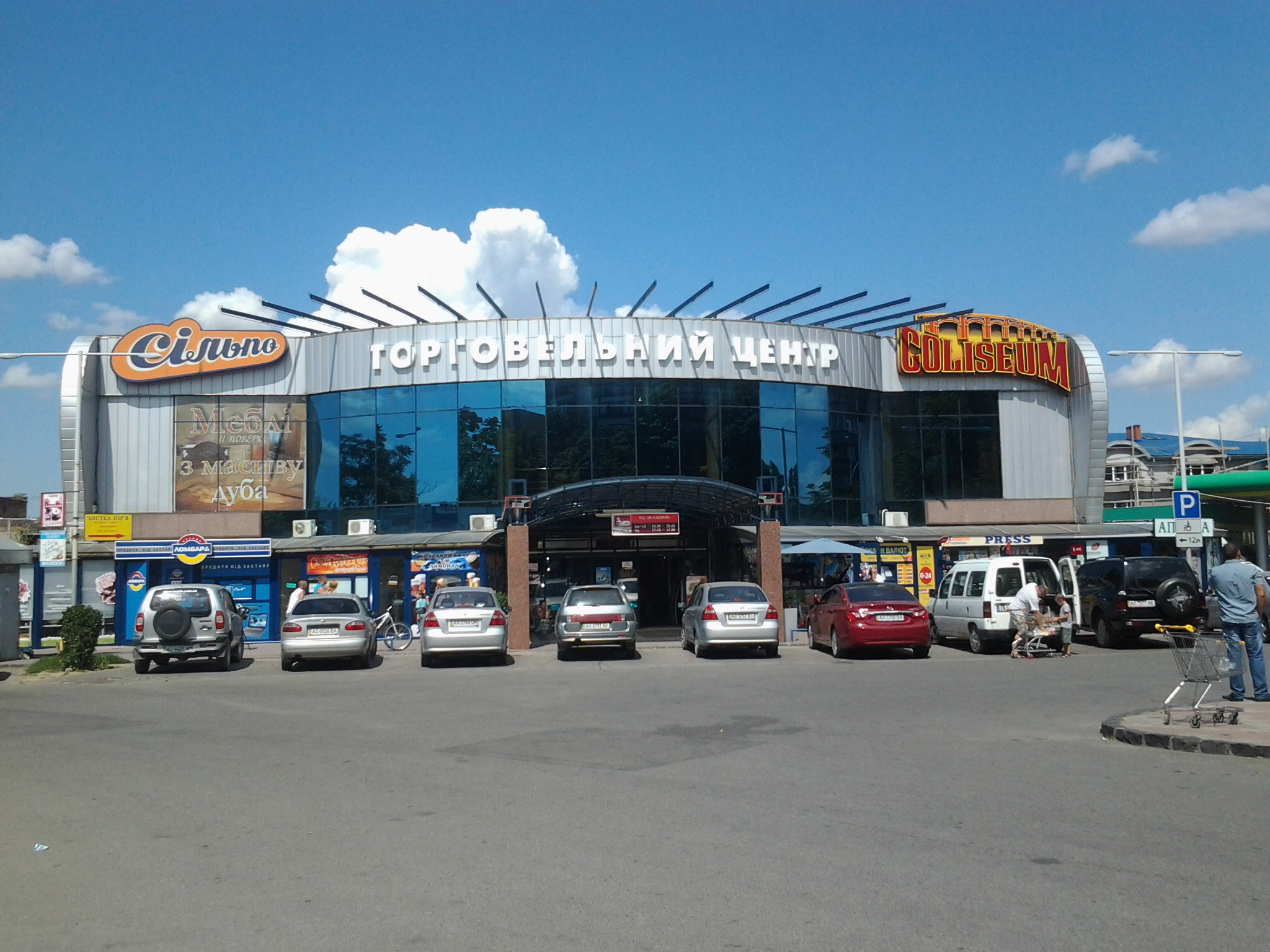
Uschhorod, Minayska-Straße
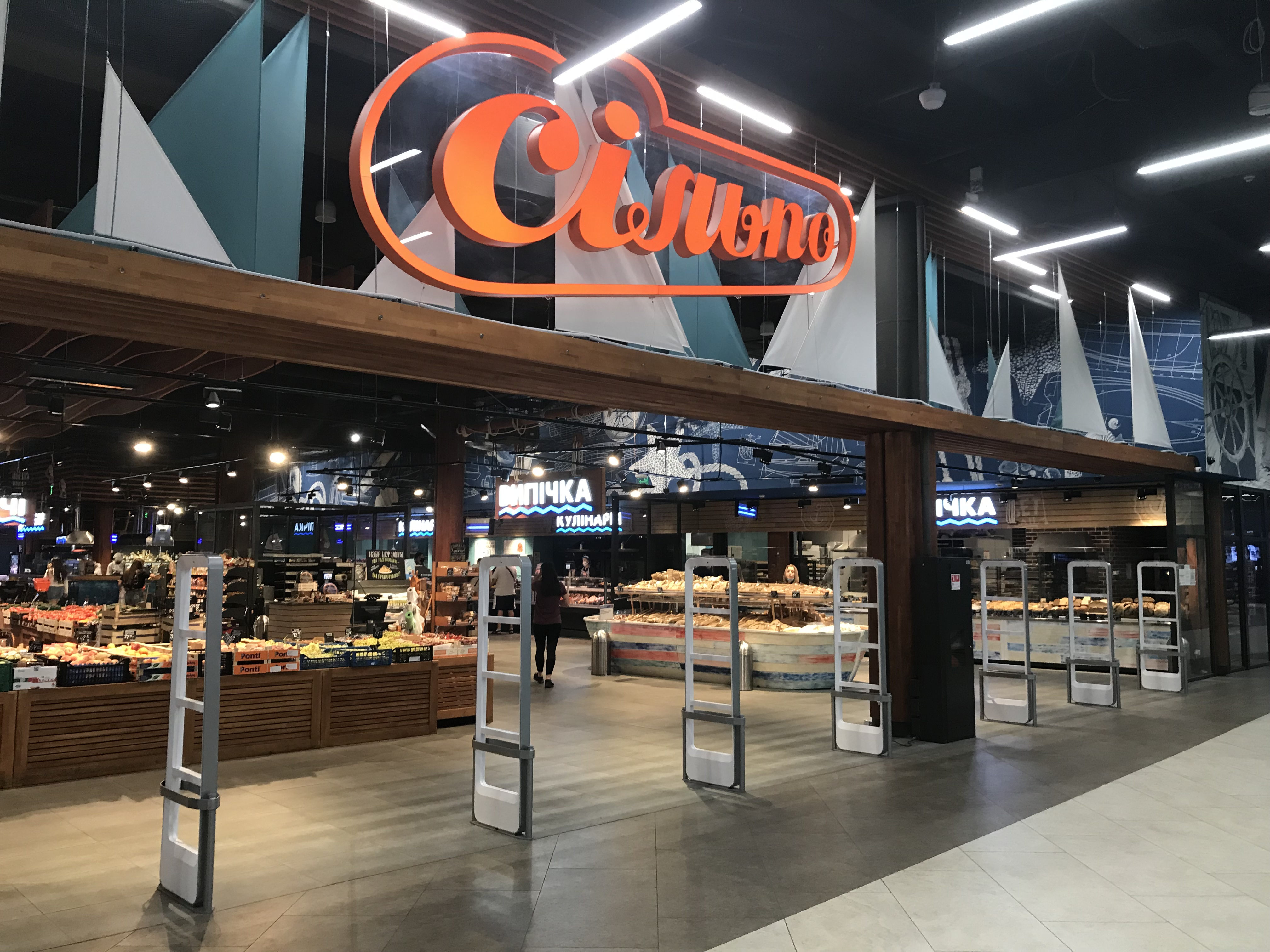
River Mall in Kiew
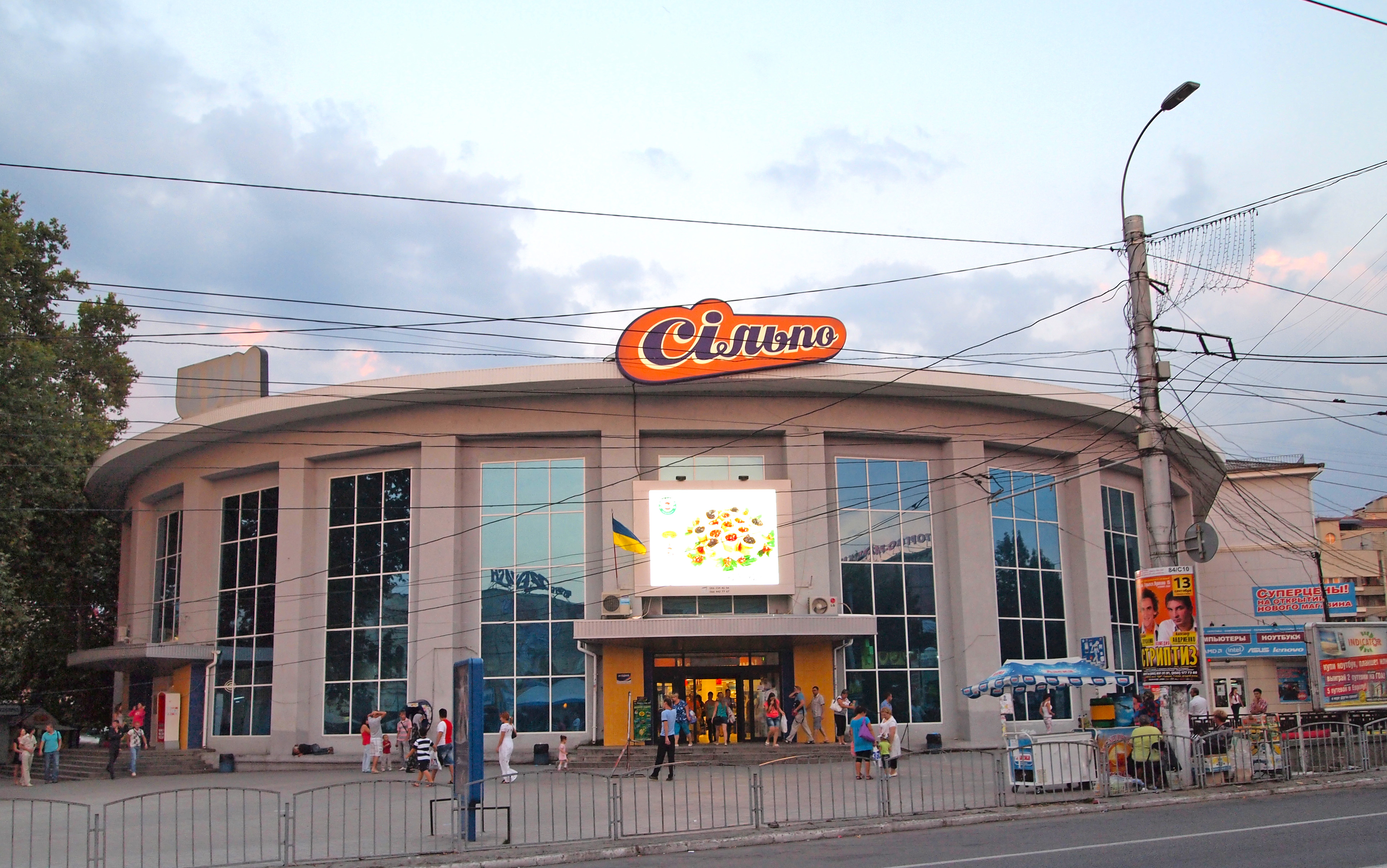
Simferopol, Krim